# Guignardia bidwellii
Guignardia bidwellii är en svampart som först beskrevs av Job Bicknell Ellis, och fick sitt nu gällande namn av Viala & Ravaz 1892. Guignardia bidwellii ingår i släktet Guignardia och familjen Botryosphaeriaceae.   Inga underarter finns listade i Catalogue of Life.

## Källor

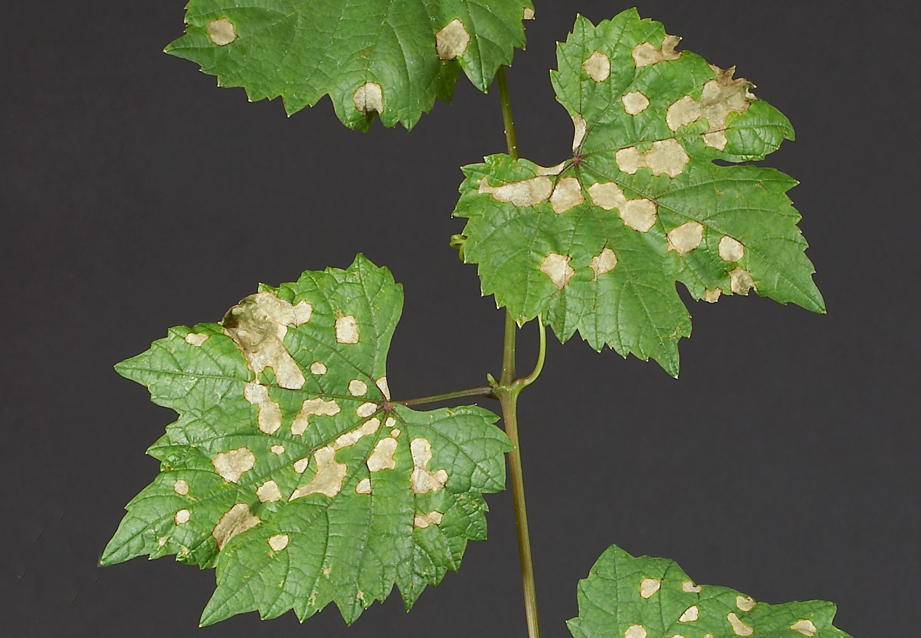
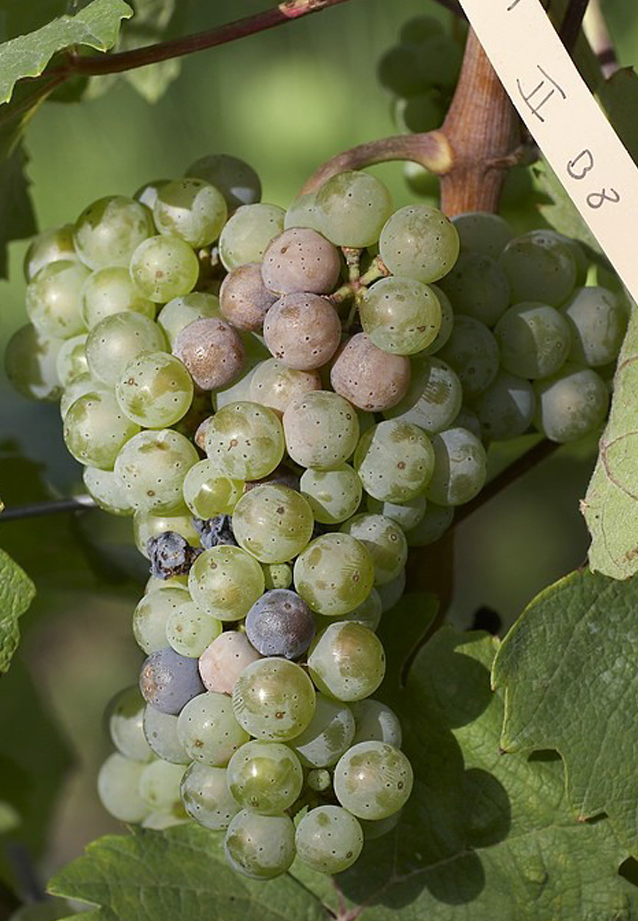
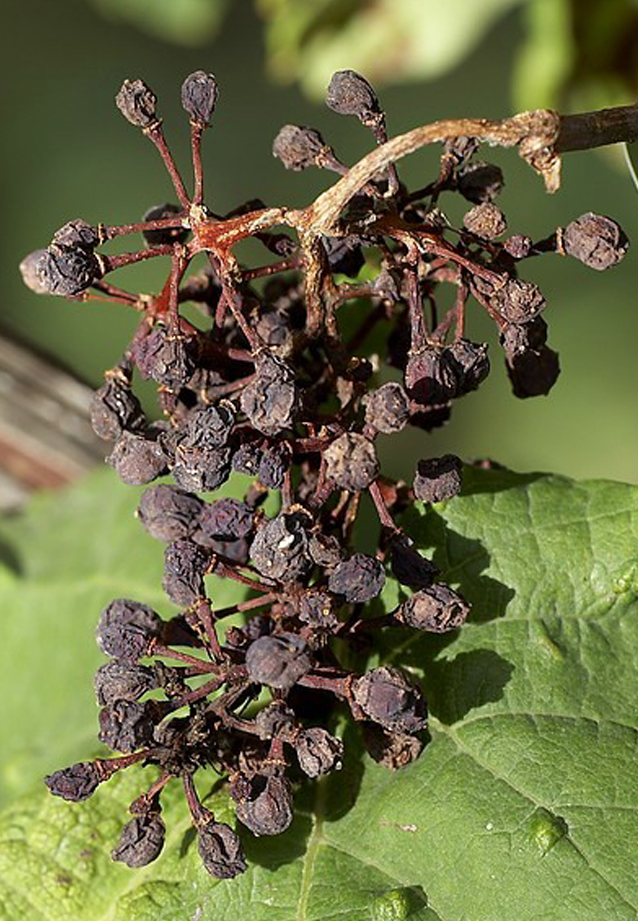
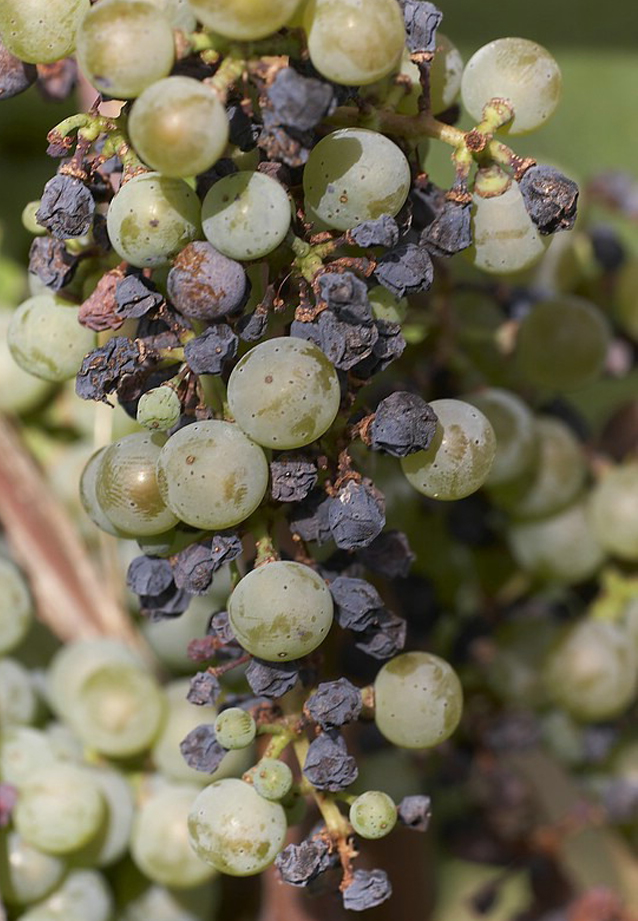
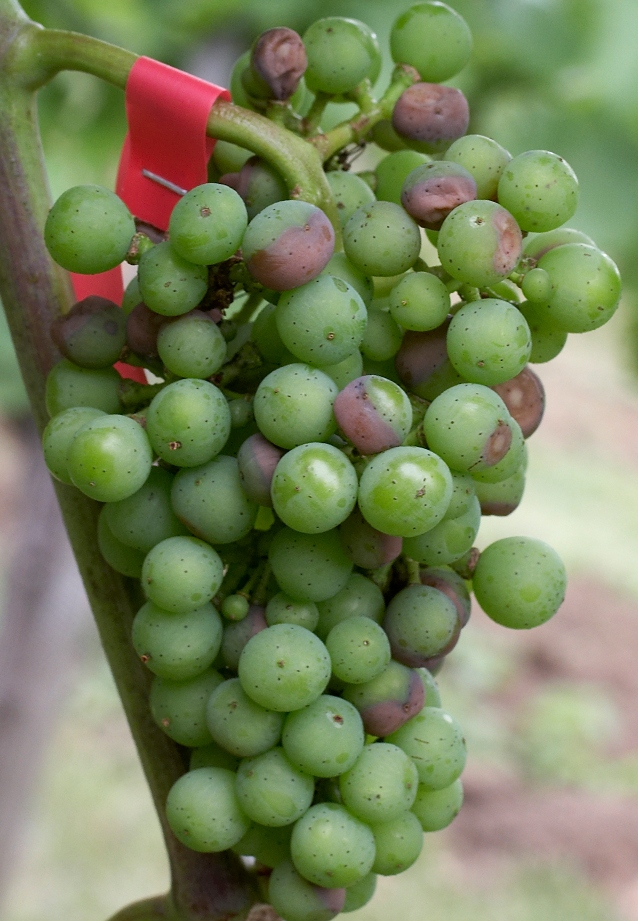
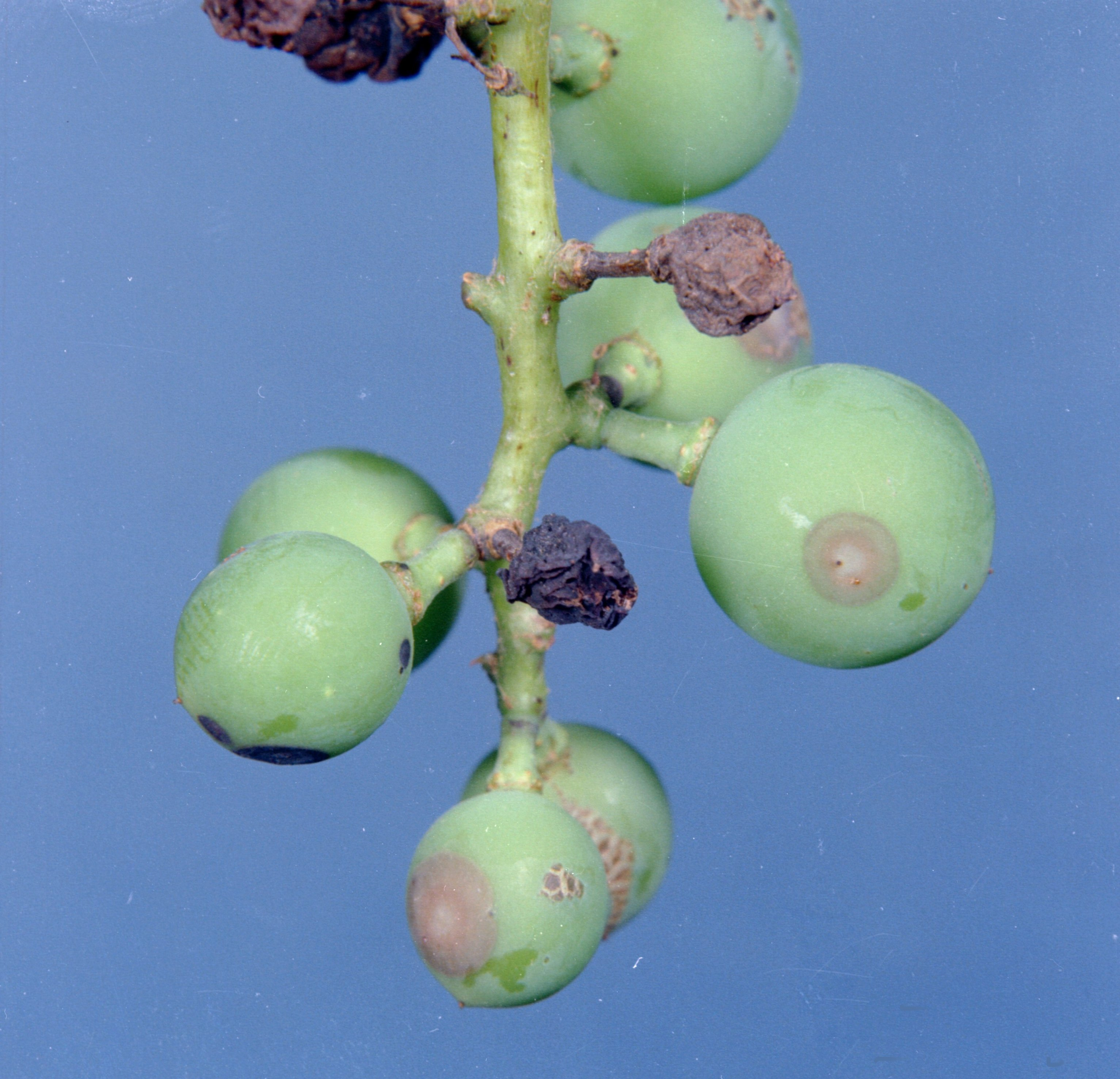
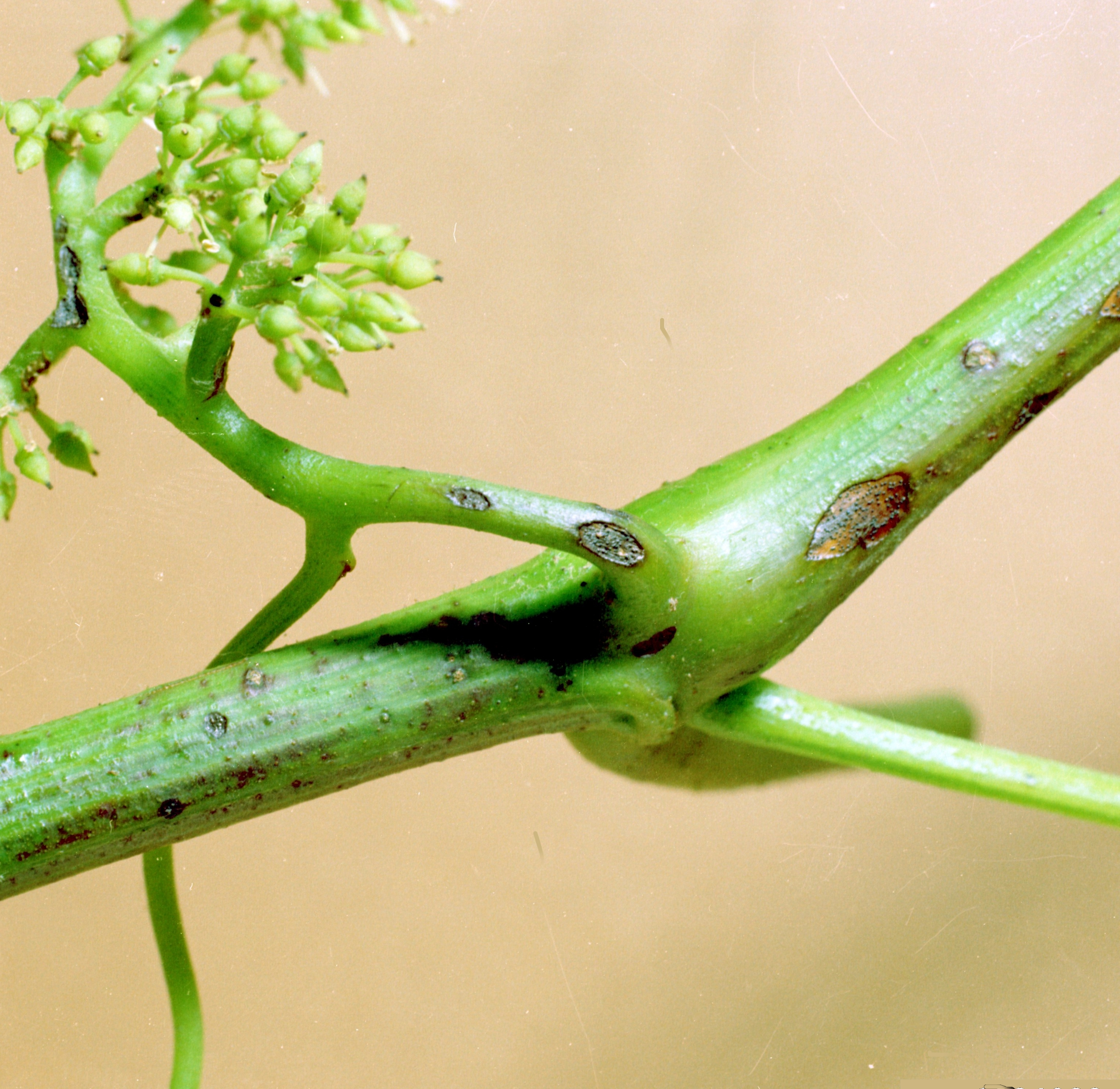
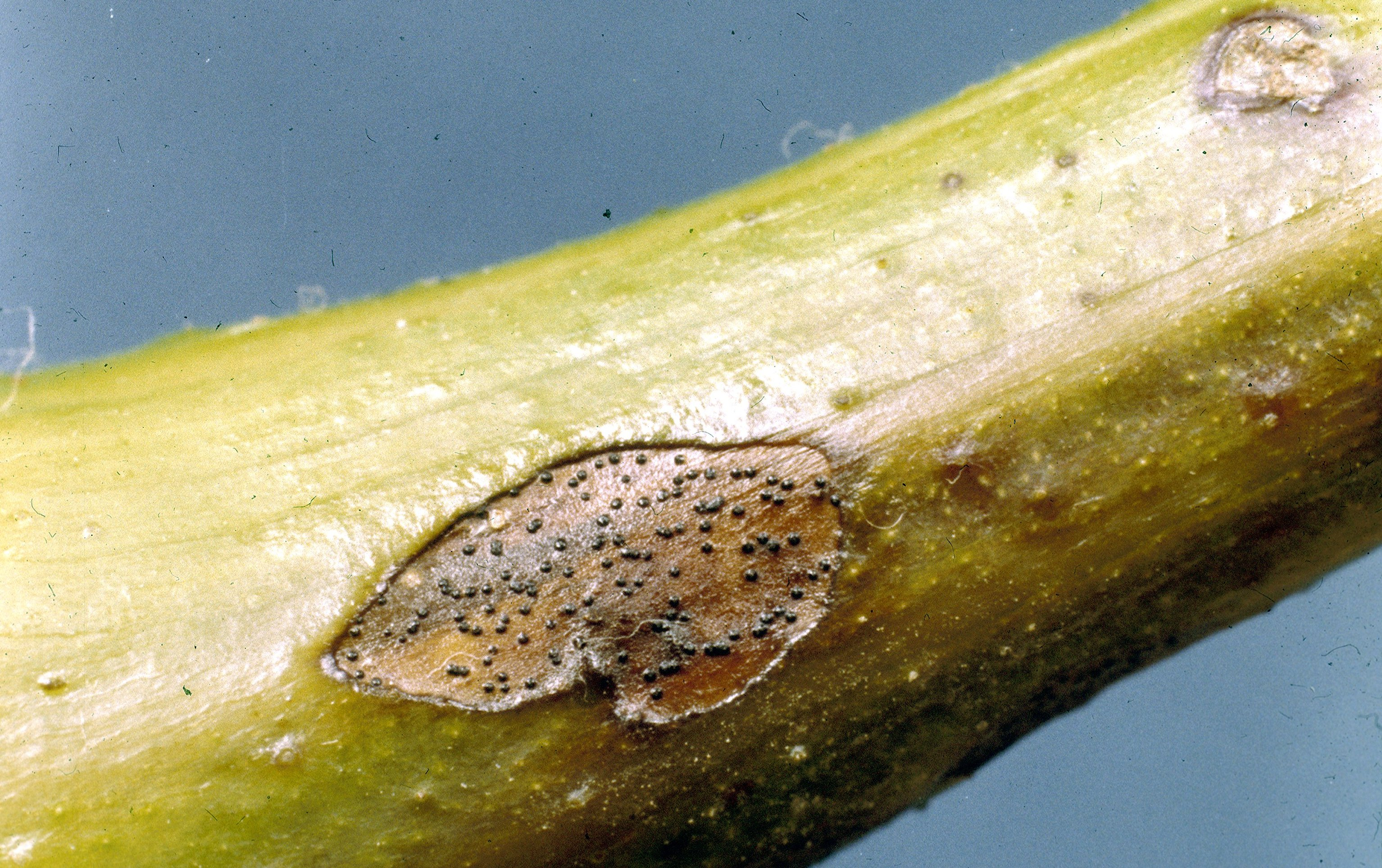